# 李忍涛
李忍涛（1906年10月2日—1944年10月28日）云南鹤庆人，國民革命軍化學兵科創設者，被譽為“中國化學兵部隊之父”。第二次世界大戰期間，其遭日本軍機擊落身亡，得年38歲。

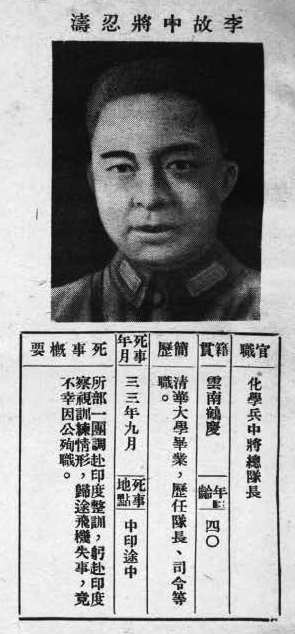
《抗戰軍人忠烈錄》（第一輯）中的李忍濤烈士遺像。

## 生平
李忍涛為家中長子，民國九年（1920）於雲南省立第一師範學校畢業，以插班考的方式考入北平清華學校，民國15年（1926）6月畢業。因成績優秀，同年獲得公費資助留學美国，進入維吉尼亞軍校就讀，在班寧堡的美國陸軍步兵學校完成相關軍事訓練，並在芝加哥大學學習歷史。因其毕业成绩优秀，在美國學業結束後又得到中華民國政府公派德国陆军参谋大学，攻讀理化科学和军事化学。在德留學期间，李忍濤与德國女性Erna Becher結識相戀成婚，Erna Becher回國後改名為李佩珍。
1931年，李忍涛完成德國學業返國，蒋介石在汉口亲自接见，并赠安家费500銀圓。但因为当时國民政府尚無專業生化戰單位，李忍涛回國後暫時安置在中央軍校军官训练班副主任兼高等教育班副主任，不久即被蒋委任为留德预备班上校主任。返國後，李忍濤先後完成了「化學兵器」、「化學戰劑」、「化學戰術」、「化學戰防禦」等化學武器作戰基礎教材，叢書上呈到軍事委員會後得到俞大維的關注，軍委會高層對李忍濤的專業也日益重視。
民國二十一年（1932）2月8日，國民政府在南京花露崗「妙悟律院」成立军政部防化学兵队，作為化學兵器防護與攻擊的種子單位，具有完整化學知識且接受過軍事教育的李忍涛成為主持該單位的不二人選，隨即任命為被任命为上校队长。初期的化學兵學員來源由現役部隊抽調，中央軍校則從第12期生（民國24年9月入伍）開始招收培訓化學兵科軍官，招生中稱為「特科」，李忍濤作為該兵科的主管者，培訓國民革命軍之化學作戰與防禦人才。
特科後續發展成三個體系，與陸軍官校結合培訓化學防護與作戰軍官的學兵總隊、補強現役軍官對化學防護知識的特科幹部教育訓練班、以及實際進行防護教範開發的軍政部防毒處。
防化學兵部隊為了迴避外界情偵，對外化名「學兵隊」；學兵隊在1937年淞滬會戰時也參與戰鬥，李忍濤當時率領學兵總隊改裝原本用於毒氣散布的英國製李文斯抛射炮，將其改射燃燒彈和高爆彈對上海指挥军舰的江湾日本帝國海軍陆战队司令部發動攻擊。曾从军统特务手下救出清华校友，中共地下党的陈冠荣（后任化工部第一设计院院长）和胡光适（后任北京化工学院院长）。
抗戰开始後，化學兵部隊不再需要對外界保密，因此學兵隊恢復名稱為化學兵部隊，所屬單位也擴張為化學兵總隊，李忍濤在民國十七年（1938）晉升為化學兵少將兼军政部防毒处处长。

學兵總隊編有两个炮兵團和两个步兵团，并直属高射炮营、工兵营、通信营、汽车营、重炮营、军士大队、烟幕队、气象队、特务连、兵队、医院等，總規模約2萬人。李忍涛还兼任川南清乡指挥官和军委外事局高参，经常担任史迪威和蒋介石会谈的翻译。
1943年2月，李忍涛奉軍政部指令將學兵總隊所屬砲兵第一團、砲兵第二團移調至印度蘭伽，兩團由中國遠征軍指揮，換裝美製4.2吋重迫擊砲，這兩團部隊後皆參與了遠征軍緬北反攻戰役，後改名為重迫擊砲第十一團、重迫擊炮第十三團，每團編裝48門4.2英吋迫擊砲。在遠征軍作戰逐漸步入佳境後，李忍涛回國，計畫將國內學兵總隊編制完整兩個步兵團改組為使用化學迫擊砲的砲兵第三團、第四團。
1944年10月24日，李忍涛飛赴印度視察重迫擊砲團改編整訓情形；1944年10月28日，自印度搭乘運輸機回國時，在缅甸北部遭遇4架日軍戰機，運輸機遭擊落，同機包含機組員計9人全數陣亡，後全葬於中華民國駐印軍蘭伽公墓。1946年2月21日國民政府追贈中將。

## 家庭
李忍涛的父亲李實，清朝举人，曾留学日本就讀早稻田大學政治系，在东京参加同盟会，辛亥革命后为广东督军府中将参谋长，后任广东代省长。李家共有三子，長子李忍濤、次子李忍滆、三子李忍濟。
李佩珍在抵達中國後先後在幾間大專院校擔任外語教授，李忍濤陣亡後則在云南师范大学担任外语教授，1952年因中共全面僅教授俄語因此失業，被迫返回东德，担任高尔基纪念馆副馆长。其长子李定一，在柏林大学获博士学位，次子李定国在柏林大学获硕士学位，并加入德国籍，担任德国煤炭气化研究所所长。